# Regierung der Republik Korea
Die Regierung der Republik Korea übt die Regierungsgewalt auf nationaler Ebene in Südkorea aus.

## Allgemeines
Nach der Verfassung von 1948 war Südkorea eine Republik mit einem präsidentiellen Regierungssystem. Darauf folgte 1960 die kurzlebige Zweite Koreanische Republik. Seit 1987 besteht mit der Sechsten Republik ein semipräsidentielles Regierungssystem. Der Präsident wird direkt durch das Volk gewählt. Der vom Präsidenten ernannte Premierminister muss vom Parlament bestätigt werden.

## Aktuelle Regierung
Seit dem 10. Mai 2017 ist Moon Jae-in der Präsident der Republik Korea. Unter ihm gab es bislang zwei Premierminister. Der derzeitige Amtsinhaber Chung Sye-Kyun übernahm das Amt am 14. Januar 2020 von Lee Nak-yeon, der das Amt vom 13. Mai 2017 an bekleidet hatte. Außenministerin ist seit 2017 Kang Kyung-wha und Jeong Kyeong-doo übernahm im Jahr 2018 das Amt des Verteidigungsministers von Song Young-moo.